# Anzelm Iwanik
Anzelm Karol Iwanik (ur. 21 kwietnia 1946 w Tomaszowie Mazowieckim, zm. 28 września 1998 we Wrocławiu) – polski matematyk.

## Życiorys
W roku 1963 ukończył I Liceum Ogólnokształcące im. Jarosława Dąbrowskiego w Tomaszowie Mazowieckim i rozpoczął studia na Wydziale Elektroniki Politechniki Wrocławskiej. W roku 1969 uzyskał tytuł magistra inżyniera elektroniki i został asystentem w Instytucie Metrologii Elektrycznej. Równocześnie, w latach 1968-1972, studiował zaocznie matematykę na Wydziale Matematyki, Fizyki i Chemii Uniwersytetu Wrocławskiego. Studia te zakończył pracą magisterską „Algebry pełne o nośniku nieskończonym” którą napisał pod kierunkiem Edwarda Marczewskiego i te jego uzdolnienia wytyczyły dalszą drogę przyszłego profesora. W 1972 roku zmienił miejsce pracy na Instytut Matematyki Politechniki Wrocławskiej, gdzie w 1974 roku obronił pracę doktorską dotyczącą punktowych realizacji półgrup transformacji, jego promotorem był wówczas Czesław Ryll-Nardzewski. Stopień doktora habilitowanego uzyskał w roku 1978, a jego rozprawa dotyczyła operatorów ekstremalnych na klasycznych przestrzeniach Banacha, w 1979 został docentem, tytuły profesorskie uzyskał w roku 1990 – profesor nadzwyczajny i w 1996 – profesor zwyczajny.
Profesor Iwanik kładł duży nacisk zarówno na działalność naukową, jak i dydaktyczną,. Współpracował z wieloma uczelniami zagranicznymi z takich państw jak Stany Zjednoczone, Kanada, Korea Południowa czy Francja. Był autorem 60 prac publikowanych w najważniejszych czasopismach matematycznych oraz członkiem redakcji Colloquium Mathematicum. Polem jego badań były: analiza funkcjonalna, dynamika topologiczna, teoria spektralna i teoria ergodyczna. Z kolei jego działalność dydaktyczna została w szczególności doceniona w 1977 roku, kiedy wygrał organizowany przez studentów Wydziału Podstawowych Problemów Techniki konkurs na najlepszego dydaktyka, ale zawsze cieszył się najwyższym uznaniem zarówno studentów, jak i współpracowników. Pierwszym z czterech doktorów, których promotorem był Anzelm Iwanik, był późniejszy profesor Ryszard Grząślewicz – dziekan WPPT w latach 1996–2002. Profesorem został także inny z jego doktorantów Tomasz Downarowicz.
W życiu prywatnym był miłośnikiem kultury, sztuki, muzyki, przyrody, ojcem czworga dzieci.
Syn Anzelma Iwanika, Jan, także został matematykiem.